# 1993-as Copa América (keretek)
A következő lista tartalmazza az Ecuadorban rendezett, 1993-as Copa Américan részt vevő nemzeteinek játékoskereteit. A tornát 1993. június 15-e és július 21-e között rendezték. Meghívás által a mezőny két új országgal bővült: Mexikóval és az USA-val.